# オ・ヨンス
オ・ヨンス（吳娟受、ハングル表記：오연수、1971年 - ）は、韓国の女優。身長167cm。血液型O型。
数多くのドラマ・映画に出演している。1998年に俳優・歌手のソン・ジチャンと結婚し、2子あり。

## 出演

### テレビドラマ
- リベンジ（1997年-1998年、MBC） - イ・ミンジュ役
- 止まらぬ愛（2002年、KBS） - ソ・ギョンジュ役
- 雪だるま（2003年、MBC） - ソ・ヨンジョン役
- 二度目のプロポーズ（2004年、KBS） - チャン・ミヨン役
- 悲しみよ、さようなら（2005年-2006年、KBS） - パク・ヨジン役
- 朱蒙（チュモン）（2006年-2007年、MBC） - ユファ役
- 甘い人生（2008年、MBC） - ユン・ヘジン役
- 帰ってきたプリンセス（2009年、KBS） - チャ・ドギョン役
- 赤と黒（2010年、SBS） - ホン・テラ役
- 階伯（ケベク）（2011年、MBC） - クミョン役
- アイリス2（2013年、KBS） - チェ・ミン役
- トライアングル（2014年、MBC） - ファン・シネ役
- クリミナル・マインド:KOREA（2017年、tvN） - ソ・ヘウォン役